# Sonia Madrigal
Sonia Carolina Madrigal Loyola, conocida como Sonia Madrigal o Sonia Carolina (Ciudad Nezahualcóyotl, 26 de septiembre de 1978), es una fotógrafa, artista visual y activista mexicana. Su obra explora distintas narrativas visuales para reflexionar, de manera personal y colectiva, en torno al cuerpo, la violencia y el territorio, enfocándose principalmente en el Oriente de la Zona Metropolitana de la Ciudad de México.

## Biografía
Se licenció en Informática en la Universidad Nacional Autónoma de México (1996-2000) y se formó en fotografía en la Fábrica de Artes y Oficios Faro de Oriente y Tláhuac con Mark Powell y en el Seminario de Producción Fotográfica del Centro de la Imagen con la artista visual Verónica Gerber como tutora.  
Reside en Ciudad Neza un punto de referencia clave en su trabajo.  
Su trabajo ha sido expuesto en muestras colectivas en diversos espacios culturales nacionales e internacionales como en México, España, Italia, Chile, Brasil y Argentina.
El periódico británico The Guardian destacó su trabajo fotográfico publicando una de sus fotografías en un artículo sobre mujeres fotógrafas en el mundo que concentran su mirada en el ir y venir cotidiano en las calles. La revista VICE ha señalado que en Nezahualcóyotl, el trabajo fotográfico de artistas como Sonia Madrigal es importante pues en él se "documentan sus tribus urbanas, sus viajes en la cotidianidad de sus vidas, su percepción desde la lejana vida centralizada del DF".
Las fotografías de Madrigal se han publicado en libros como El vértigo horizontal. Una ciudad llamada México de Juan Villoro publicado por Editorial Almadía y en las revistas Aperture (revista) Magazine (2019) y Harper's Magazine (2020).

## Arte activista y cartográfico
En el trabajo de Sonia Madrigal destaca su apropiación de la calle para la concienciación sobre el día a día de las personas.  "El ejercicio que hace al apropiarse de la calle, un espacio de acción que hasta hace poco se creía exclusivo de los hombres, es una forma de resistencia".
En su ensayo fotográfico titulado Tiempos muertos discurre sobre las dinámicas que se dan en los espacios del transporte público, en los que busca hablar de la gente, de las formas de vida, de la cotidianidad y de la estética inherente a estos medios de desplazamiento, como manifestación ante las condiciones que se desprenden del fenómeno de la población flotante.
En 2014, Madrigal realiza el proyecto «La muerte sale por oriente» cuyo objetivo es "documentar, geolocalizar e intervenir en la magnitud del fenómeno feminicida en México  El trabajo se sustenta en tres ejes: uno documental, otro de intervención sobre el terreno y un tercero que aspira a una eventual generación de datos para la geolocalización de los feminicidios en el Estado de México".  Las fotografías de esta propuesta documental fueron seleccionadas para llevarse a Francia para la exposición Miradas sobre México que se tiene planeada para finales del 2019.

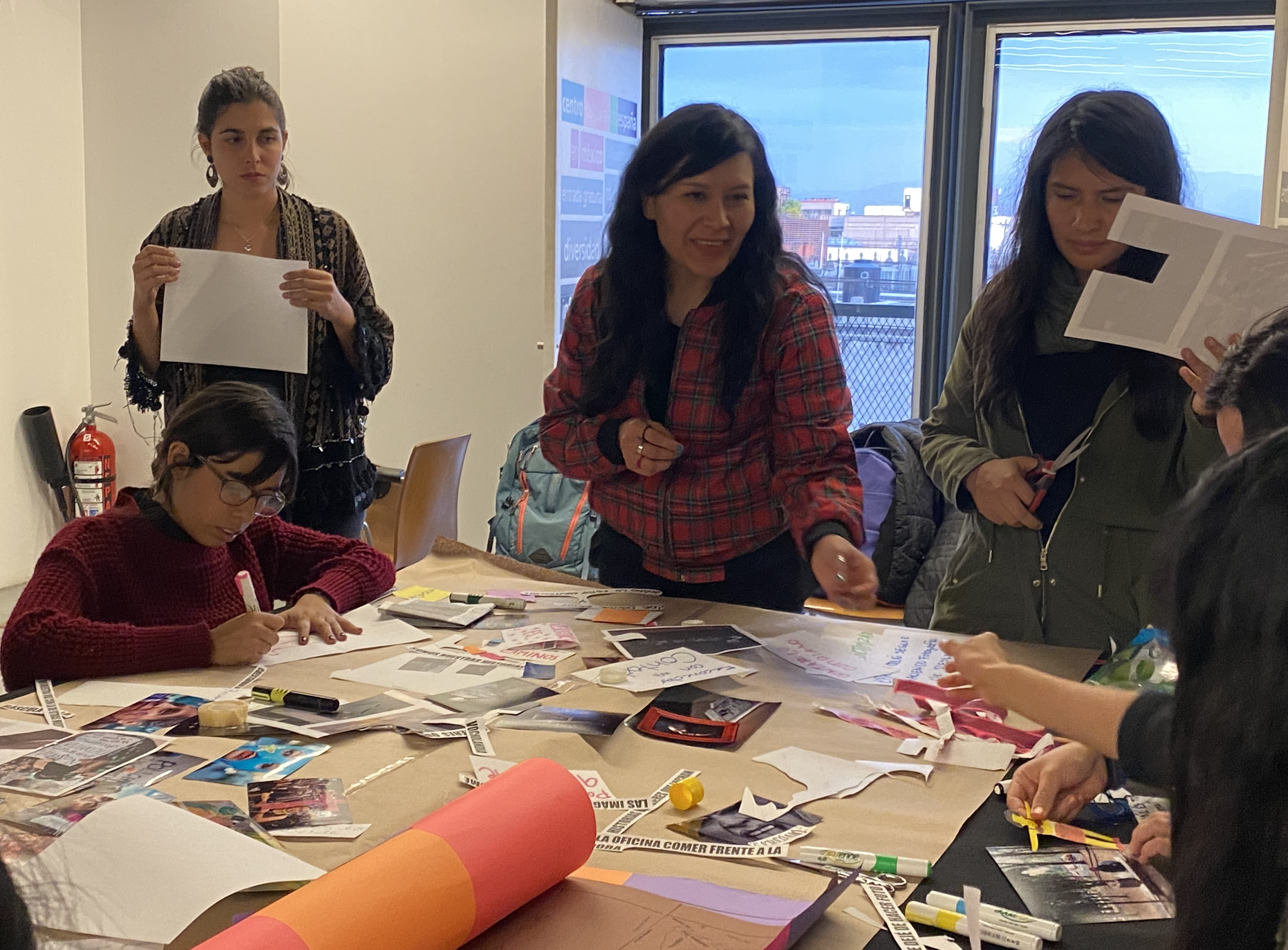
Sonia Madrigal impartiendo un taller de fotografía. Ciudad de México 2020

Fue cofundadora con Tonatiuh Cabello de la plataforma digital Mal d3 ojo, para artistas emergentes. Organizó al lado de Eunice Adorno, Koral Carballo, Maya Goded y Zahara Gómez, el Primer Encuentro de Fotógrafas en México en diciembre de 2019, oficiado en la Comisión Nacional de Derechos Humanos de la Ciudad de México. En la conmemoración del Día Internacional de la Mujer, en el 2016 co-organizó con otras activistas y organizaciones sociales una manifestación que inició en Ecatepec, luego de Nezahualcóyotl rumbo a Chimalhuacán. Esta manifestación, a la que acudieron alrededor de 250 personas, culminó en "la instalación de una segunda cruz de color rosa en las orillas del Canal de la Compañía, en una de las zonas donde frecuentemente son hallados cuerpos de mujeres sin vida".
En el trabajo de Madrigal destaca el mapeo de feminicidios en el Estado de México unida a proyectos de otras activistas sociales, como María Salguero en la Ciudad de México que realiza monitoreo y mapeo de los feminicidios en todo el país e Ivonne Ramírez Ramírez en Ciudad Juárez, que de igual manera levantan la voz desde diferentes expresiones para exigir justicia para las víctimas de feminicidios. «La muerte sale por oriente» inspiró al Colectivo de Geografía Crítica de Ecuador para comenzar a monitorear y mapear la violencia extrema contra las mujeres en su país.
En 2019, junto a otras mujeres artistas, realizó una intervención colectiva en una barda de Ciudad Nezahualcóyotl en el marco del 8 de marzo, Día Internacional de la Mujer Trabajadora. Intervenciones artísticas que también las han efectuado en Ecatepec (Estado de México) y la Ciudad de México. El Estado de México, en específico Cd. Neza, es una de las entidades donde se cometen más feminicidios.

## Distinciones
- 2009 - Centro de la Imagen beca para la realización de la exhibición Territorios circundantes, donde tuvo como tutor al fotógrafo Juan José Ochoa
- 2013 - Beca en Programa Jóvenes Creadores del Fondo Nacional para la Cultura y las Artes (FONCA)
- 2014 - Beca en Brasil al Encuentro de Colectivos Fotográficos Iberoamericanos E·CO/14
- 2020 - Beca del Fondo de Apoyo del Patronato de Arte Contemporáneo PAC 2020
- 2020 - Beca en Sistema Nacional de Creadores de Arte del Fondo Nacional para la Cultura y las Artes (FONCA)

## Exposiciones

### México
- XVIII Bienal de Fotografía del Centro de la Imagen, Ciudad de México 2018 · Memoria conta el silencio, Museo Interactivo de Economía (MIDE) y Casa Refugio Citlaltépetl, Ciudad de México 2019
- Somos una, somos todas, en distintas estaciones del Sistema de Transporte Colectivo Metro de la Ciudad de México, bajo la curaduría de Mónica Nepote (2019)
- Canibalismos de la Mirada, Centro de la Imagen, Ciudad de México 2017 · Códigos de convivencia, Centro de la Imagen, Ciudad de México 2017
- Vitamina A, Biblioteca Vasconcelos, Ciudad de México 2017
- Emergentes y desconocidos Vol. I, Punctum Espacio, Ciudad de México 2017
- #TodasSomos, Casa de Cultura de Azcapotzalco, Ciudad de México 2017
- Mirarme en tus ojos, Sistema de Transporte Colectivo Metro, Ciudad de México 2017
- RAW, Gallery Weekend, galería Progreso, Ciudad de México 2017
- Creación en movimiento, Antiguo Colegio de San Ildefonso, Ciudad de México 2015 y San Pedro Museo de Arte, Puebla 2014
- Homenaje DFe, proyección. Biblioteca Vasconcelos, Ciudad de México 2015 · Bienal Héctor García, Fundación Héctor García, Ciudad de México 2015
- La levedad del abandono, Fototeca Nacional del INAH, Pachuca 2014
- Ser mujer, Fundación Héctor García, Ciudad de México, 2012 y 2014
- Rostros alegres de mi ciudad, Alianza Francesa de México, 2010
- Territorios circundantes, Festival Fotoseptiembre. Faro Tláhuac, Ciudad de México, 2009

### Internacionales
- Bajo Protesta: Fotografía o política en América Latina, Bajo la curaduría de Juan Antonio Molina Cuesta como parte del proyecto Foto Monumental en Monumental Callao, Perú, 2017
- Enamorados de la mujer barbuda, Los Angeles State Historic Park de California, dentro del festival Pacific Standard Time del Getty Institute
- Evento organizado por el Gobierno de la Ciudad de México, bajo la curaduría de Iñaki Herranz y León Muñoz
- Sin título, ca., Muestra de fotografía joven mexicana en el marco de la 36 Feria Internacional del libro de Santiago, Centro Cultural Estación Mapocho, Santiago de Chile, 2016
- Mirada, Festival Ibero-Americano de Artes Cênicas 2014, SESC Santos, Brasil 2014
- E·CO/14 Encuentro de colectivos iberoamericanos 2014, Santos, Brasil 2014
- Geografías en Diálogo, Centro de la Imagen. Buenos Aires, Artentina 2012
- Motherland, Museo de Arte Contemporáneo de Roma (MACRO Testaccio). Italia, 2011
- Certamen internacional de fotografía Casa de Cultura de Gandia. Valencia, España 2010
- Las calles del sur, ciudad en movimiento Casa de Cultura de Buenos Aires. Argentina 2008

## Publicaciones
- Madrigal, Sonia. (2017). La muerte sale por oriente: a collaborative artistic project about femicide in Mexico Archivado el 21 de marzo de 2019 en Wayback Machine.. En Helen Hemblade, Andrada Filip, Andrew Hunt et al. (Ed.), FEMICIDE. Stablishing a Femicide Watch in Every Country (pp. 45-47). Reino Unido: Academic Council on the United Nations System Vienna Liason Office. Vol. VII. Recuperado el 21 de marzo de 2019 de